# Constance de Castile
Constance de Castile – epos angielskiego poety Williama Sotheby'ego ogłoszony w 1810. Poemat jest naśladownictwem utworu Waltera Scotta The Lady of the Lake. Epos opowiada o zbrodniach popełnianych przez króla Pedra, jego potajemnym małżeństwie z Marią de Padilla i oficjalnym ślubie z Blanche Bourbon. Utwór składa się z dziesięciu pieśni. Został napisany przede wszystkim jambicznym czterostopowcem, parzyście rymowanym. Od czasu do czasu poeta stosuje aliterację: From stem to stern bright banners gleaming/And pomp of pennons widely streaming.
Hark! round Corunna's sea-girt tow'r

A loud voice tells the midnight hour:

On the lone castle's topmost height

A warrior trims the signal light,

And bending o'er th' embattled keep

Gazes on the vacant deep.

The billows roll along the shore

Hoarse-echoing the tempestuous roar.

Poemat został zrecenzowany w czasopiśmie The American Review of History and Politics, and General Repository of Literature and State Papers w 1812. Dobrze o poemacie wypowiadała się też Joanna Baillie.